# Butch Trucks
Butch Trucks de son vrai nom Claude Hudson Trucks, né le 11 mai 1947 à Jacksonville (Floride), et mort le 24 janvier 2017 à West Palm Beach en Floride, est un batteur et musicien américain.
Il est connu pour avoir été le batteur et l'un des fondateurs du groupe The Allman Brothers Band en 1969.

## Biographie

### Mort
Il meurt le 24 janvier 2017, en se suicidant à son domicile d'une balle dans la tête,.